# Halterofilismo nos Jogos Olímpicos de Verão de 2020 - Até 64 kg feminino
A categoria até 64 kg feminino do halterofilismo nos Jogos Olímpicos de Verão de 2020 foi disputada em 27 de julho de 2021 no Fórum Internacional de Tóquio, na capital japonesa. Um total de 14 halterofilistas, cada uma representando um Comitê Olímpico Nacional (CON), participaram do evento.

## Qualificação
Em cada categoria, até 14 halterofilistas poderiam se qualificar, com as vagas sendo alocadas da seguinte forma:
- Oito pelo ranking mundial da IWF;
- Cinco representantes de cada continente seguindo o ranking mundial, sendo limitado a CONs ainda sem halterofilistas qualificados;
- Vagas para o país anfitrião ou para a Comissão Tripartite.

## Calendário
Horário local (UTC+9)
| Data        | Hora  | Fase    |
| ----------- | ----- | ------- |
| 27 de julho | 11:50 | Grupo B |
| 27 de julho | 19:50 | Grupo A |

## Medalhas
| Ouro   | CAN Maude Charron     |
| Prata  | ITA Giorgia Bordignon |
| Bronze | TPE Chen Wen-huei     |

## Recordes
Antes desta competição, os seguintes recordes eram estabelecidos:
| Recorde          | Tipo      | Halterofilista  | Peso   | Local   | Data                   |
| Recorde mundial  | Arranque  | Deng Wei        | 117 kg | Tianjin | 11 de dezembro de 2019 |
| Recorde mundial  | Arremesso | Deng Wei        | 145 kg | Pattaya | 22 de setembro de 2019 |
| Recorde mundial  | Total     | Deng Wei        | 261 kg | Pattaya | 22 de setembro de 2019 |
|                  |           |                 |        |         |                        |
| Recorde olímpico | Arranque  | Padrão olímpico | 108 kg | —       | 1 de novembro de 2018  |
| Recorde olímpico | Arremesso | Padrão olímpico | 134 kg | —       | 1 de novembro de 2018  |
| Recorde olímpico | Total     | Padrão olímpico | 242 kg | —       | 1 de novembro de 2018  |

## Resultados
| Pos.              | Halterofilista        | CON              | Grupo | Peso  | Arranque (kg) | Arranque (kg) | Arranque (kg) | Arranque (kg) | Arremesso (kg) | Arremesso (kg) | Arremesso (kg) | Arremesso (kg) | Total |
| Pos.              | Halterofilista        | CON              | Grupo | Peso  | 1             | 2             | 3             | Result.       | 1              | 2              | 3              | Result.        | Total |
| ----------------- | --------------------- | ---------------- | ----- | ----- | ------------- | ------------- | ------------- | ------------- | -------------- | -------------- | -------------- | -------------- | ----- |
| Medalha de ouro   | Maude Charron         | CAN Canadá       | A     | 63.30 | 102           | 105           | 108           | 105           | 128            | 128            | 131            | 131            | 236   |
| Medalha de prata  | Giorgia Bordignon     | ITA Itália       | A     | 63.70 | 98            | 101           | 104           | 104           | 121            | 126            | 128            | 128            | 232   |
| Medalha de bronze | Chen Wen-huei         | TPE Taipé Chinês | A     | 63.90 | 97            | 100           | 103           | 103           | 127            | 130            | 130            | 127            | 230   |
| 4                 | Mercedes Pérez        | COL Colômbia     | A     | 63.70 | 101           | 101           | 105           | 101           | 126            | 131            | 131            | 126            | 227   |
| 5                 | Sarah Davies          | GBR Grã-Bretanha | A     | 63.90 | 97            | 100           | 100           | 100           | 127            | 127            | 133            | 127            | 227   |
| 6                 | Angie Palacios        | ECU Equador      | A     | 63.55 | 100           | 104           | 108           | 104           | 122            | 127            | 127            | 122            | 226   |
| 7                 | Elreen Ando           | PHI Filipinas    | A     | 63.15 | 96            | 99            | 100           | 100           | 118            | 122            | 122            | 122            | 222   |
| 8                 | Marina Rodríguez      | CUB Cuba         | A     | 64.00 | 95            | 98            | 98            | 98            | 118            | 123            | 123            | 123            | 221   |
| 9                 | Nuray Levent          | TUR Turquia      | A     | 63.10 | 97            | 100           | 103           | 100           | 116            | 120            | 124            | 120            | 220   |
| 10                | Lisa Schweizer        | GER Alemanha     | A     | 63.60 | 97            | 100           | 102           | 100           | 117            | 121            | 121            | 117            | 217   |
| 11                | Kiana Elliott         | AUS Austrália    | B     | 63.40 | 93            | 97            | 101           | 101           | 108            | 108            | 111            | 108            | 209   |
| 12                | Sema Ludrick          | NCA Nicarágua    | B     | 64.00 | 87            | 87            | 92            | 87            | 110            | 115            | 118            | 115            | 202   |
| 13                | Yasmin Zammit Stevens | MLT Malta        | B     | 63.70 | 84            | 84            | 87            | 84            | 101            | 101            | 105            | 105            | 189   |
| –                 | Chaima Rahmouni       | TUN Tunísia      | B     | 62.90 | 88            | 91            | 93            | 91            | 110            | 110            | 111            | –              | –     |

Legenda
| Recorde mundial      | Recorde mundial (World record)               |                       | Recorde africano                      | Recorde africano (African) |                                           | Q | Classificado por posição (Qualified) |
| Recorde olímpico     | Recorde olímpico (Olympic record)            | Recorde da América    | Recorde da América (Americas)         | q                          | Classificado por melhor tempo (Qualified) |   |                                      |
| Melhor marca do ano  | Melhor marca do ano (World leading)          | Recorde asiático      | Recorde asiático (Asian)              | DNS                        | Não largou (Did not start)                |   |                                      |
| Recorde nacional     | Recorde nacional (National record)           | Recorde europeu       | Recorde europeu (European)            | DNF                        | Não terminou (Did not finish)             |   |                                      |
| Recorde pessoal      | Recorde pessoal do atleta (Personal best)    | Recorde da Oceania    | Recorde da Oceania (Oceania)          | DSQ / DQ                   | Desclassificado (Disqualified)            |   |                                      |
| Recorde da temporada | Recorde da temporada do atleta (Season best) | Recorde sul-americano | Recorde sul-americano (South America) | NM                         | Sem marca (No mark)                       |   |                                      |